# Annie Jenhoff
Anna Maria Gunnarsdotter Jenhoff, känd som Annie Jenhoff, född 2 juli 1929 i Nyköpings Sankt Nicolai församling, Södermanlands län, död 15 mars 2018 i Gamla Uppsala distrikt i Uppsala, var en svensk skådespelare, teaterpedagog, kritiker och författare.

## Biografi
Annie Jenhoff var dotter till köpman Gunnar Jenhoff och Signe, ogift Andersson. Hon studerade vid Braintree Dramatic Society samt vid Terserus teaterskola 1948–1950 och vid Dramatens elevskola 1950–1953. Hon var sedan skådespelare vid Dramatiska teatern 1953–1954, Alléteatern, Kammarteatern, Drottningholms slottsteater, Riksteatern, Pionjärteatern, Stockholms skolbarnsteater och Norrköpings stadsteater. Hon var initiativtagare till Östersunds ungdomsteater där hon verkade som konstnärlig ledare och regissör.
Som konstnärlig ledare och regissör arbetade Jenhoff även med kyrkospel. Hon ledde teatercirklar, var lärare i tal- och röstvård samt studieteknik och dramatik. Hon medverkade också med dikter och kulturartiklar i Östersundsposten och Länstidningen. Hon blev filosofie kandidat 1971. Hon var därefter litteraturkritiker och skrev huvudsakligen för Arbetarbladet och frilansade som teaterkritiker för flera dagstidningar. 

### Familj
Annie Jenhoff var gift två gånger, först 1951–1960 med köpmannen Bertil Örnklint och sedan 1960–1967 med skådespelaren Sven Wollter. Hon fick två barn i respektive gifte: Simone (född 1952), gift med Gunnar Falk, och Tom Örnklint (1955–1989) samt Ylva (1962–1992) och Stina Wollter (född 1964).
Annie Jenhoff är begravd på Berthåga kyrkogård.

## Filmografi
- 1950 – Den vita katten
- 1956 – Sången om den eldröda blomman

## Teater

### Roller
| År   | Roll                       | Produktion                                                         | Regi                 | Teater                           |
| ---- | -------------------------- | ------------------------------------------------------------------ | -------------------- | -------------------------------- |
| 1954 | Justine                    | Lille kommissarien Marcel Achard                                   | Åke Falck            | Alléteatern                      |
| 1961 |                            | Så tuktas en hustyrann John Fletcher                               | Lars Barringer       | Norrköping-Linköping stadsteater |
| 1961 |                            | Folk och rövare i Kamomilla stad Thorbjørn Egner och Bjarne Amdahl | Bertil Norström      | Norrköping-Linköping stadsteater |
| 1961 | Grevinnan de Lorche        | Markurells i Wadköping Hjalmar Bergman                             | Rune Carlsten        | Norrköping-Linköping stadsteater |
| 1962 | Mamsell Pluche             | Lek ej med kärleken Alfred de Musset                               | Ingrid Luterkort     | Norrköping-Linköping stadsteater |
| 1962 | Ninni                      | Min kära är en ros Bo Sköld                                        | Sture Ericson        | Norrköping-Linköping stadsteater |
| 1963 | Marie-Dominique Beaurevers | Tokan Marcel Achard                                                | Bertil Norström      | Norrköping-Linköping stadsteater |
| 1963 | Cathos                     | De löjliga mamsellerna Molière                                     | Lars Gerhard Norberg | Norrköping-Linköping stadsteater |
| 1963 | Hilda                      | Kvinna i morgonrock Ted Willis                                     | John Zacharias       | Norrköping-Linköping stadsteater |
| 1963 | Lina                       | Ett drömspel August Strindberg                                     | Olof Molander        | Norrköping-Linköping stadsteater |
| 1964 | Ismene                     | Antigone Sofokles                                                  | Olof Molander        | Norrköping-Linköping stadsteater |